# حزب الأمة (الكويت)
حزب الأمة هو حزب سياسي كويتي - غير معترف به من الحكومة - أسسه إسلاميون سلفيون ومحافظون في يناير 2005 أعتبر أول حزب سياسي في الكويتي والخليج العربي ظهر على الساحة السياسية الكويتية حيث يمنع تكوين الأحزاب السياسية، وهو أول من دعا إلى حكومة منتخبة وتعددية سياسية وتداول سلمي للسلطة في الكويت وهو ما أدى إلى التضييق على الحزب ومنعه من الظهور في وسائل الإعلام.
من مؤسسيه وأعضائه :حاكم المطيري، سيف الهاجري، عواد الظفيري، فيصل الحمد، ساجد العبدلي، محمد الخنين، ارشيد الظريان، محمد المبارك.
استطاع الحزب أن يخوض انتخابات 2008 في كل الدوائر وبـ 12 مرشحاً وهو ما لم تستطع أن تقوم به القوى السياسية الأخرى، مع أن استطلاعات الرأي قبل الانتخابات كانت تتوقع نجاح عدد من مرشحي الحزب إلا أن جميع المرشحين قد خسروا في السباق الانتخابي، وقد قرر الحزب عدم خوض الانتخابات إلا في ظل حكومة شعبية منتخبة.

## مقالات ذات علاقة
- حزب الأمة الإسلامي
- مؤتمر الأمة